# Десислава Банова
Десислава Банова-Плевнелиева е българска телевизионна водеща, бивша водеща на емисия „прогноза за времето“ в рамките на Новините на Нова телевизия.

## Биография
Десислава Стоянова Банова завършва бакалавърска степен по специалност „Туризъм“ в Университета за национално и световно стопанство (УНСС), София.

### Професионална кариера
Телевизионната ѝ кариера започва през 1996 г. като част от екипа на предаването „Квартал“. След една година работа в телевизия „7 дни“, продуцентът Стефан Кунчев я кани да стане водеща на предаването „Хензел и Гретел“ по телевизия ММ. Десислава Банова е популярна като водеща на емисия „прогноза за времето“ по Нова телевизия, където работи от 1998 до януари 2018 г., когато е заместена от модела Нора Шопова. Работи и като репортер и съводещ на предаването „Кинохит“. Водеща е на модни ревюта и шоу програми. След като се омъжва за бившия президент Росен Плевнелиев, тя прекъсва работата си в телевизията. През 2021 година участва в кулинарния формат „Черешката на тортата“.

## Филмография
- Колобър (2001) - репортерката